# Казанка (посёлок, Николаевская область)
Каза́нка — ж/д посёлок в Казанковском районе Николаевской области Украины.
Основан в 1855 году. Население по переписи 2001 года составляло 540 человек. Почтовый индекс — 56030. Телефонный код — 5164. Занимает площадь 0,43 км².

## Уроженцы
- Михаил Григорьевич Привес (1904—2000) — выдающийся советский анатом, автор многократно переиздававшегося учебника анатомии человека.

## Местный совет
56030, Николаевская обл., Казанковский р-н, с. Весёлая Балка, ул. Мира, 4